# Liga Meridana de Invierno 2015-16
La Temporada 2015-16 de la Liga Meridana de Invierno fue la edición número 3. La fecha de inicio de la campaña fue el sábado 31 de octubre de 2015 y concluyó el domingo 31 de enero de 2016.
Los Constructores de Cordemex dirigidos por Henry Ortega se proclamaron campeones al superar 2-0 a los Senadores de la Morelos en la serie por el título. El juego decisivo se disputó el 31 de enero en el Campo de La Colonia Cordemex.